# 四方敬之
四方 敬之（しかた のりゆき、1963年〈昭和38年〉3月22日 - ）は、日本の外交官。駐マレーシア特命全権大使。
内閣広報官（第18代）、内閣副広報官、在英国日本国大使館政務公使、外務省大臣官房人事課長、同参事官、在中華人民共和国日本国大使館公使、同特命全権公使、在アメリカ合衆国日本国大使館公使、外務省経済局長等を歴任した。

## 経歴
- 1986年（昭和61年）3月、京都大学法学部卒業
- 1986年（昭和61年）4月、外務省入省
- 1987年（昭和62年）8月、ハーバード大学ケネディ行政大学院で在外研修
- 1989年（平成元年）6月、在アメリカ合衆国日本国大使館米国プレス担当[1]
- 1991年（平成3年）6月、外務省経済協力局国際機構課
- 1993年（平成5年）7月、外務省経済協力局国際機構課課長補佐
- 1993年（平成5年）7月、外務省大臣官房人事課課長補佐
- 1995年（平成7年）8月、外務省北米局北米第二課課長補佐
- 1997年（平成9年）7月、外務省中近東アフリカ局中近東第二課首席事務官
- 1999年（平成11年）8月、経済協力開発機構日本政府代表部一等書記官
- 2002年（平成14年）7月、外務省大臣官房
- 2002年（平成14年）8月、外務省大臣官房総務課首席事務官
- 2004年（平成16年）8月、外務省北米局日米安全保障条約課日米地位協定室長
- 2006年（平成18年）8月、外務省大臣官房国際報道官
- 2007年（平成19年）8月、外務省北米局北米第二課長
- 2009年（平成21年）7月、外務省国際法局経済条約課長
- 2010年（平成22年）7月、外務省大臣官房、内閣官房内閣参事官〈内閣広報室）、内閣官房内閣副広報官、内閣官房副長官補付
- 2012年（平成24年）4月、内閣官房内閣広報室国際広報室長
- 2012年（平成24年）8月、在英国日本国大使館公使
- 2014年（平成26年）7月、外務省大臣官房人事課長
- 2016年（平成28年）8月、外務省大臣官房参事官兼アジア大洋州局、アジア大洋州局南部アジア部
- 2017年（平成29年）9月、在中華人民共和国日本国大使館公使
- 2018年（平成30年）12月、在中華人民共和国日本国大使館特命全権公使
- 2019年（令和1年）7月、在アメリカ合衆国日本国大使館公使
- 2020年（令和2年）5月、外務省大臣官房[2]
- 2020年（令和2年）7月、外務省経済局長[3]
- 2021年（令和3年）10月、内閣広報官[4]
- 2024年（令和6年）7月、外務省大臣官房付[5]
- 2024年（令和6年）11月、駐マレーシア特命全権大使[6]

## 賞罰
- 2017年（平成29年）3月、文部科学省天下り問題で東京外国語大学への天下り斡旋に関与したとして、減給4カ月（10分の2）の懲戒処分を受けた[7]。

## 著書
- 『パブリック・ディプロマシー戦略 : イメージを競う国家間ゲームにいかに勝利するか』（金子将史, 北野充編著,Mark J.Davidson, 水鳥真美, 横江公美, 金泰煥, 古嶋雅史, 加治慶光, 本田修, 米谷光司,  小野日子, 小島寛之共著）PHP研究所 2014年

## 同期
- 石川浩司（22年シンガポール大使・20年官房長・19年南部アジア部長）
- 岩間公典（22年バングラデシュ大使・20年デュッセルドルフ総領事）
- 牛尾滋（22年南アフリカ大使・19年ポルトガル大使・18年アフリカ部長）
- 宇山智哉（21年WTO事務局長上級補佐官）
- 大鷹正人（24年タイ大使・20年ハンガリー大使・19年外務報道官）
- 片江学巳（23年ルーマニア大使・20年瀋陽総領事）
- 河原節子（22年デュッセルドルフ総領事・21年公務員研修所副所長・18年フランクフルト総領事）
- 木村徹也（22年東ティモール大使・20年国連日本政府代表部大使・17年ミュンヘン総領事）
- 進藤雄介（21年在デトロイト日本国総領事・18年パキスタン公使・15年軍縮会議公使）
- 鈴木量博（23年オーストラリア大使・20年トルコ大使・18年北米局長）
- 中村安志（09年中南米局南米課課長補佐）
- 久島直人（22年中曾根康弘世界平和研究所・20年国際平和協力本部事務局長）
- 淵上隆（14年ドミニカ共和国大使）
- 三上正裕（22年ベルギー、北大西洋条約機構日本政府代表部大使・19年カンボジア大使・17年国際法局長）
- 道井緑一郎（23年フィジー大使）
- 南博之（24年特命全権大使（国際テロ対策・組織犯罪対策協力担当）・20年コンゴ民主共和国大使）
- 山田重夫（23年駐米大使・21年外務審議官(政務担当)・19年総合外交政策局長）
- 吉田朋之（23年日本国際問題研究所所長・20年外務報道官・19年中南米局長・17年軍縮不拡散・科学部長）
- 若林啓史（16年東北大学教授）